# Томас Рейкс
Томас «Молодший» Рейкс (англ. Thomas Raikes ("the Younger"); 3 жовтня 1777 — 3 липня 1848) — британський торговий банкір, денді та мемуарист.

## Біографія
Рейкс народився в 1777 році, був старшим сином Томаса Рейкса Старшого і його дружини, Шарлотти. Він здобув освіту в Ітоні, де познайомився з Джорджем Браммелом (пізніше «Бо»), ця дружба буде супроводжувати Рейкса в доросле життя.
У 1795 році Рейкса відправили на континент, де він вивчав сучасні мови з репетитором. Він багато подорожував, відвідуючи при цьому безліч німецьких підприємств. Після повернення, він став партнером банківського бізнесу батька, не зважаючи на тривалі поїздки до Європи.
У 1814 році, Рейкс був в Гаазі, де він зупинився в будинку британського посла Річарда Тренча. Він відвідав Париж три рази (у 1814 р., у 1819 р., і у 1820 р.), і провів зиму протягом 1829—1830 рр. в Росії. У 1833 році він виїхав з Лондона до Франції, де і жив протягом восьми років. У 1841 році партія Торі була на чолі уряду Великої Британії, і Рейкс, в надії захистити свою посаду під патронажем нового прем'єр-міністра, герцога Веллінгтона, повернувся в Лондон. Йому не вдалося зберегти посаду і він провів найближчі роки в Лондоні і Парижі.
У травні 1846 року він відправився в Бат, при тому, що в нього були проблеми зі здоров'ям. Після цього, він купив будинок у Брайтоні, де і помер 3 липня 1848 р.

### Денді і мемуарист
Рейкс був відомий у Лондоні як денді. Він провів велику частину свого часу в модних клубах Вест-Енду: він був членом клубу Картлон та клубів Ват'єрс і Вайт, де регулярно з'являлося його ім'я в книзі ставок.
Журнал Рейкса відрізняється тим, що містить спогади людини, яка на думку друзів, була однію із найвпливовіших людей свого часу, так вважав Браммел, герцог Веллінгтона, барон Алвані і Талейран. Чотири томи журналу були опубліковані вже після його смерті, в 1856—1857 роках, а інших два томи, «Приватне листування з Артуром Уелслі» і «Другий герцог Веллінгтон та інші видатні сучасники», були опубліковані під редакцією його дочки, в 1861 році.

### Сім'я
Рейкс одружився з Софією Бейлі 4 травня 1802 р. Бейлі була дочкою ямакайського власника Натаніеля Бейлі. Вона померла 8 березня 1822 р.
Вони виховали одного сина і три дочки. Його дочка Харрієт, стала письменницею і редактором кореспонденції батька.